# Spechte

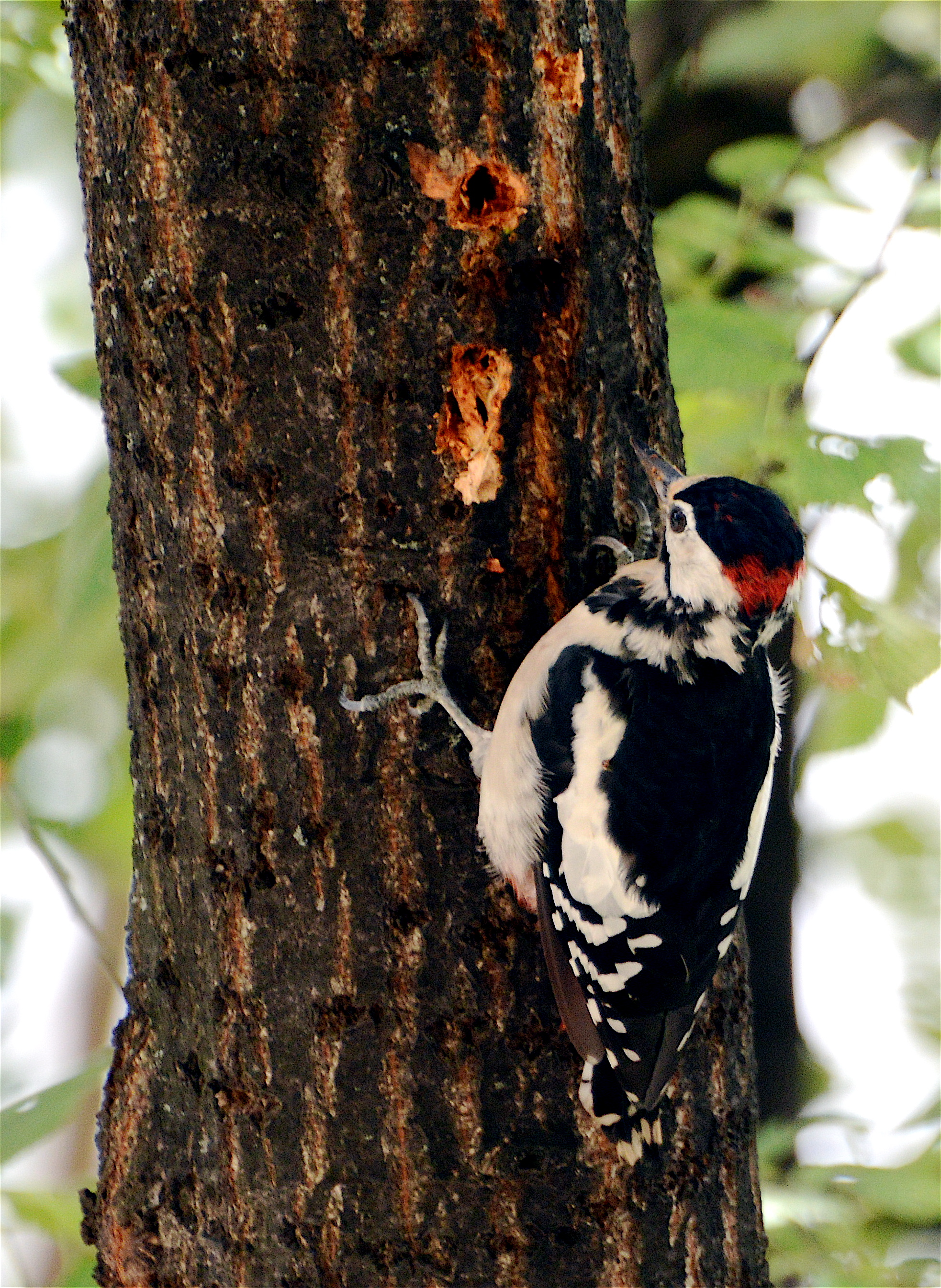
Buntspecht in Aktion

Die Spechte (Picidae) sind in der Systematik der Vögel eine artenreiche Familie aus der Ordnung der Spechtvögel (Piciformes). Diese Vogelfamilie enthält 35 Gattungen und mehr als 250 Arten. Neben den Echten Spechten (Unterfamilie Picinae) gehören auch die Unterfamilie Zwergspechte (Picumninae) und die artenarme Unterfamilie der Wendehälse (Jynginae) zur Familie.

## Merkmale
Die Spechte sind gestreckt gebaute Vögel mit starkem, geradem, kantigem Meißelschnabel, der besonders bei den Echten Spechten (Picinae) fast so lang wie der Kopf ist. Der Schädel weist spezielle Anpassungen auf, die dazu dienen, Erschütterungen zu dämpfen, ohne jedoch beim arttypischen Klopfen gegen Holz allzu viel kinetische Energie abzufangen. Die dünne, platte und hornige Zunge ist weit vorstreckbar und besitzt kurze Widerhaken am Ende.
Die Flügel sind mittellang und etwas abgerundet. Bei den Echten Spechten ist der Schwanz keilförmig mit steifen, spitzen Steuerfedern. Er dient als Stütze, wenn sie an Baumstämmen hinaufklettern.

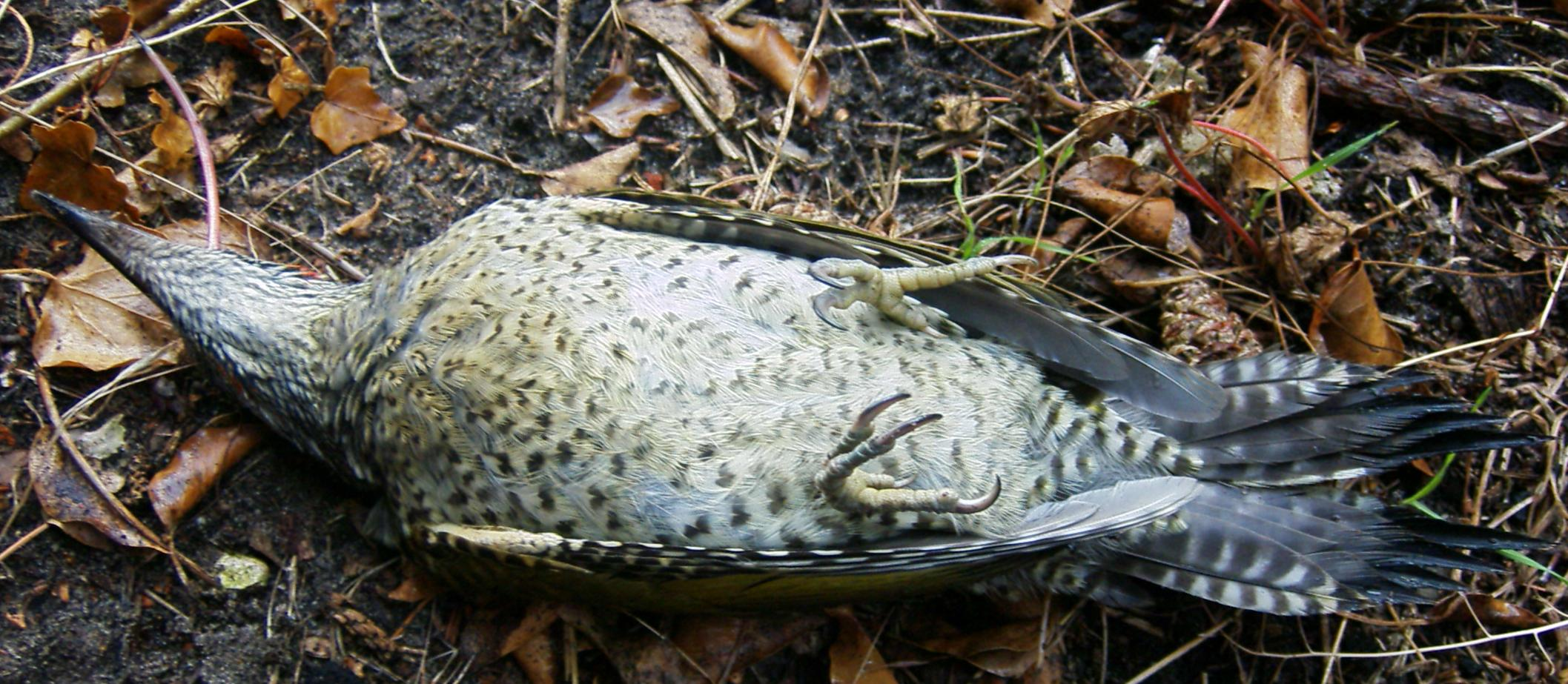
Verendeter junger Grünspecht in Rückenlage, die Füße mit den paarig gestellten Zehen sind gut zu erkennen

Die kurzen Füße besitzen in der Regel paarig gestellte Zehen mit kräftigen Krallen, von denen zwei nach vorn und zwei nach hinten gerichtet sind. Einige Arten, z. B. der Dreizehenspecht (Picoides tridactylus) besitzen allerdings nur drei Zehen, zwei nach vorn und einen Zeh nach hinten gerichtet.

## Vorkommen
Die Spechte sind beinahe weltweit verbreitet. Sie fehlen jedoch in Gebieten, in denen es keine oder kaum Baumbestände gibt, wie Tundren, Wüsten- und Steppen; es gibt aber auch Landmassen mit Wäldern, in denen Spechte fehlen. Dazu zählen Australien, Neuguinea, Neuseeland, Madagaskar sowie die pazifischen Inseln.
Mit über 100 Arten ist die Familie in Südamerika und Mittelamerika am reichsten entwickelt. Die Unterfamilie der Zwergspechte kommt nur in den Tropen von Amerika, Afrika und Asien vor. Wendehälse gibt es nur in der Alten Welt.
Der Buntspecht ist der mit großem Abstand in Mitteleuropa häufigste Specht, dann folgen Schwarzspecht und Grünspecht. Außerdem gibt es in Mitteleuropa Wendehals, Grauspecht, Mittelspecht, Kleinspecht, Dreizehenspecht, Weißrückenspecht und Blutspecht.

## Verhalten
Spechte leben meist einzeln oder paarweise in Wäldern, Baumpflanzungen und Gärten. Zu größeren Gruppen vereinigen sie sich nur ausnahmsweise außerhalb der Brutzeit. Die Spechte bewegen sich fast nur kletternd; sie hüpfen ungeschickt auf dem Boden umher und fliegen nur selten weite Strecken.
Eine Besonderheit der Spechte ist, dass sie mit erheblichem Kraftaufwand und erheblicher Ausdauer mit ihrem Schnabel gegen Baumstämme klopfen und dabei das Holz zerspanen, um Futter zu finden, Nisthöhlen zu „zimmern“, ihr Revier zu markieren oder Geschlechtspartner anzuziehen. Diese Tätigkeiten nennt man auch meißeln (zerspanen) und trommeln (Balzverhalten). Es wurde berichtet, dass der Helmspecht (Dryocopus pileatus) bis zu 12.000 Mal pro Tag seinen Schnabel gegen Holz schlägt, und es erstaunt, dass sein Gehirn durch diese Schläge keinen Schaden nimmt.
Ein Specht kann bis zu 20 Schläge pro Sekunde ausführen, jeder Schlag ist, einem Bericht in der Fachzeitschrift Nature vom Oktober 2006 zufolge, vergleichbar mit einem Aufprall des Schnabels mit 25 km/h gegen eine Wand, wobei eine Verzögerung von bis zu 1200 g wirksam werden kann – eine mehrere hundert Mal größere Verzögerung als Astronauten bei einer Landung aus dem All auszuhalten haben. Nature verwies zugleich auf mehrere wissenschaftliche Publikationen, in denen erklärt wurde, warum Spechte trotz dieser Belastungen keine Kopfschmerzen bekommen. Zum einen ist das Gehirn der Spechte von besonders wenig Gehirnflüssigkeit umgeben: Ihr Gehirn sitzt also relativ starr im Schädel und wird durch die beim Klopfen entstehenden Schockwellen nicht von innen gegen die Schädeldecke geschleudert, wodurch eine Gehirnerschütterung vermieden wird. Ferner ist der Schädel von auffallend starken Muskeln umgeben, die als Stoßdämpfer dienen: Wie bei einem Boxer, der einen Schlag herannahen sieht, werden diese Muskeln kurz vor dem Aufprall gegen das Holz angespannt und absorbieren so einen Großteil der Energie. Außerdem wird die Klopfbewegung extrem geradlinig ausgeführt, gewissermaßen aus der Schulter heraus. Dadurch bleiben Hals und Kopf zueinander starr, und jede horizontale oder vertikale Drehung des Kopfes wird vermieden, so dass nur geringe Scherkräfte wirken können. Schließlich schließt ein Specht eine Millisekunde vor dem Aufprall die Augen und schützt sie so vor umherfliegenden Holzspänen. 2022 bestätigte eine weitere Studie diese Argumentation.

## Ernährung

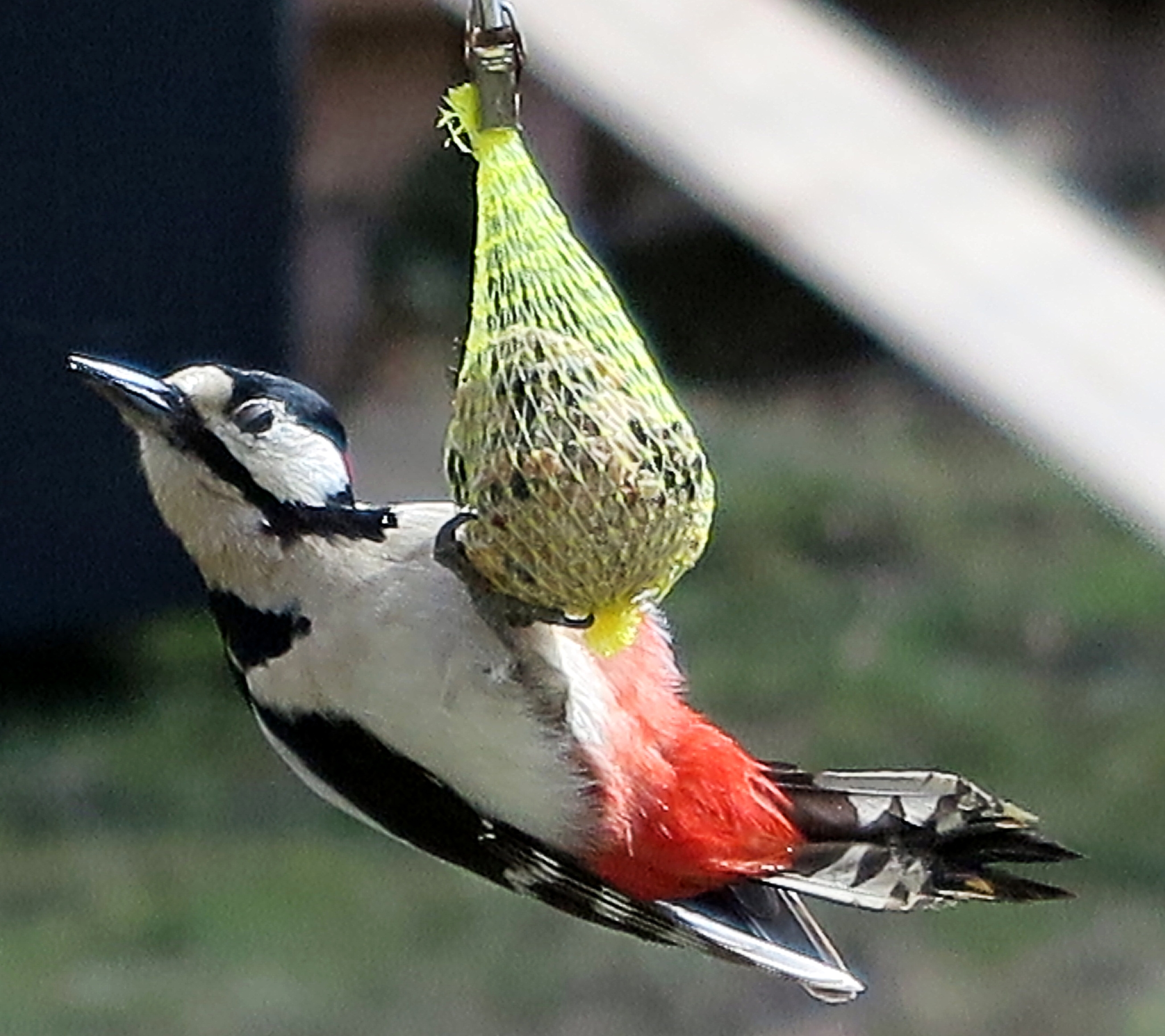
Specht am Meisenknödel

Die meisten Arten ernähren sich von Insekten, die sie in oder unter der Baumrinde beziehungsweise Borke oder in morschem Holz finden. Dazu klettern sie an den Bäumen aufwärts und suchen nach hohlen Stellen, indem sie mit dem Schnabel die Stämme abklopfen.
Einige Arten, etwa der Wendehals (Jynx torquilla) oder auch der Grünspecht (Picus viridis), leben hauptsächlich von Ameisen und deren Puppen, die sie am Boden suchen. Bei manchen Arten, vor allem bei den amerikanischen Saftleckern (Sphyrapicus), machen Baumsäfte einen größeren Teil der Nahrung aus, die sie selbst zum Fließen bringen, indem sie mit ihrem Schnabel die Stämme ringeln. Einige Arten fressen auch Früchte und Samen von Pflanzen, Knospen und Pilze und legen Vorratskammern an.
Buntspechte drücken z. B. Haselnüsse oder Tannenzapfen in Baumspalten (die sie z. T. zuvor auch sogar erst selbst erschaffen, indem sie eine entsprechende Kerbe in den Stamm oder einen Ast meißeln) um die so fixierten Objekte dann mit ihrem Schnabel aufzuklopfen, was wiederum andere Vögel, zum Beispiel Elstern, ausnutzen um nach Vertreibung des Buntspechtes an den Inhalt der Nuss zu kommen. Gelegentlich bedienen sie sich auch an Meisenknödeln.

## Fortpflanzung

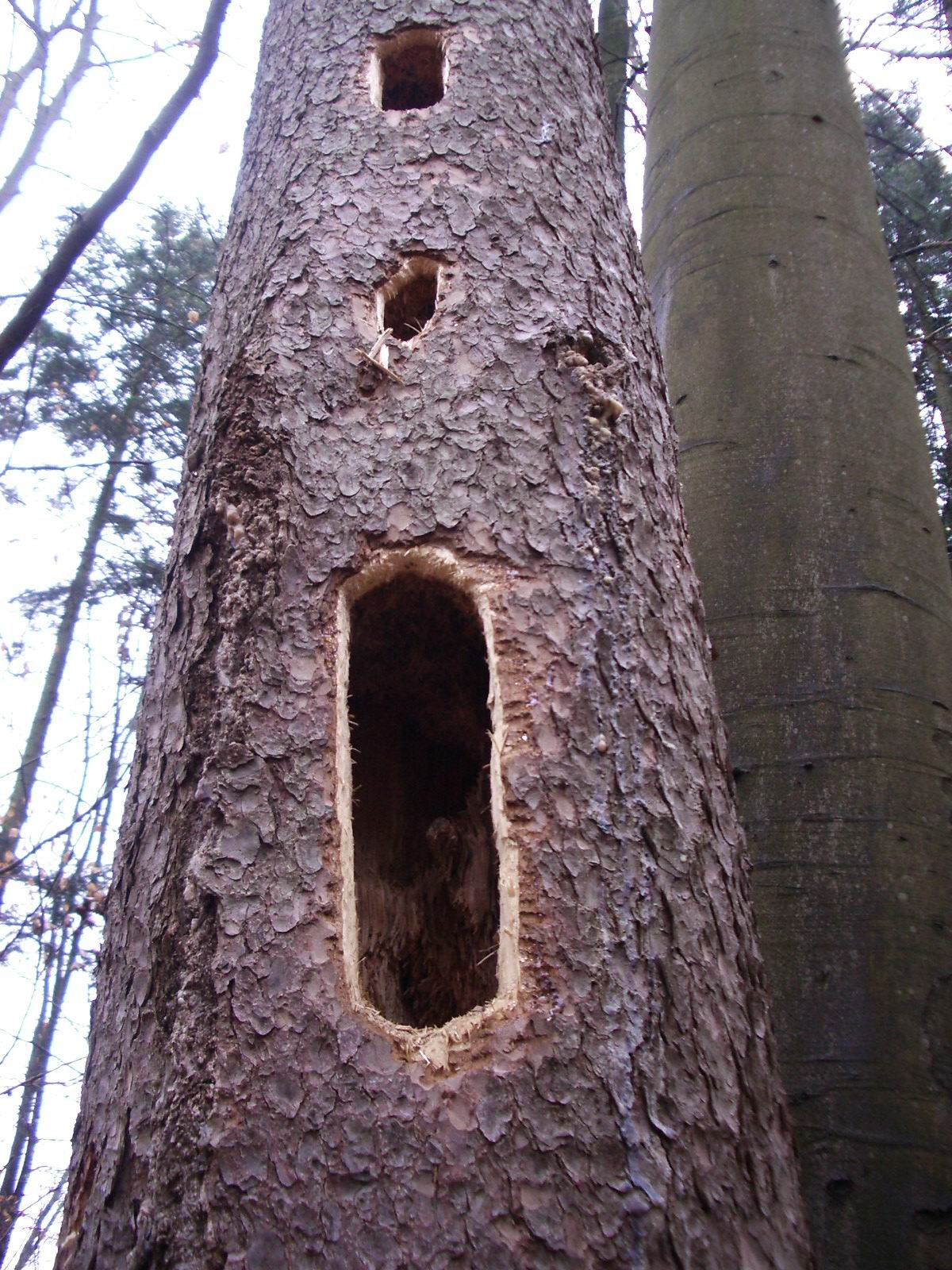
Spechtlöcher

Die Spechte sind Höhlenbrüter. Die Bruthöhlen werden von den Echten Spechten meist in Baumstämmen selbst gezimmert. Sie sind nur mit einigen Spänen ausgekleidet. Die Spechte legen drei bis acht weiße Eier, welche von beiden Geschlechtern ausgebrütet werden. Die Nestlinge werden dann sofort mit Futter versorgt. Die Jungvögel bezeichnet man auch als Nesthocker, das heißt, sie bleiben einige Zeit in ihrem Mutterbau. Wenn sie flügge sind, werden sie von den Altvögeln aus der Nesthöhle vertrieben.
Wärmedämmverbundsysteme an Gebäuden nutzen Spechte ebenfalls, um Bruthöhlen anzulegen. Hierdurch entsteht ein sogenannter Spechtschaden.

## Innere Systematik
Die Familie der Spechte wird in vier Unterfamilien unterteilt:
- Unterfamilie Echte Spechte (Picinae)
  - 28 Gattungen
- Unterfamilie Wendehälse (Jynginae)
  - Wendehälse (Jynx) – 2 Arten
    - Wendehals (Jynx torquilla)
    - Rotkehl-Wendehals (Jynx ruficollis)
- Unterfamilie Zwergspechte (Picumninae)
  - Zwergspechte (Picumnus) – 27 Arten
- Unterfamilie Mausspechte (Sasiinae)
  - Sasia – 2 Arten
    - Malaienmausspecht (S. abnormis)
    - Rötelmausspecht (S. ochracea)

  - Verreauxia
    - Graubauch-Mausspecht (Verreauxia africana)

## Belege
1. ↑  
David W. Winkler, Shawn M. Billerman, Irby J. Lovette: Bird Families of the World: A Guide to the Spectacular Diversity of Birds. Lynx Edicions (2015), ISBN 978-8494189203, S. 249–251.
2. ↑  Steve Nadis: Hard-hitting endeavour captures Ig Nobel. In: Nature. Band 443, Nr. 7112, 2006, S. 616–217, doi:10.1038/443616b.
3. ↑  Philip R. May u. a. (1976): In: Lancet 7957, S. 454–455; derselbe: In: Arch. Neurol. 36 (1979), S. 370–373; Ivan R. Schwab (2002): In: British Journal of Ophthalmology 86, S. 843.
4. ↑  Sam Van Wassenbergh et al.: Woodpeckers minimize cranial absorption of shocks. In: Current Anthropology. Band 32, Nr. 14, S. 3189–3194.e4, 2022, doi:10.1016/j.cub.2022.05.052.
5. ↑  
George Sangster, Jimmy Gaudin, Jérôme Fuchs: A new subfamily taxon for Sasia and Verreauxia (Picidae). Bulletin of the British Ornithologists’ Club, 142(4):478-479 (2022). doi: 10.25226/bboc.v142i4.2022.a6